# Capo Bruum
Capo Bruum è una punto geografico a Nord della Terra di Nord Est (Nordaustlandet), un'isola ubicata a Nord-Est delle Isole Svalbard.

## Descrizione
Capo Bruum si affaccia sull'Oceano Artico e si trova sulla costa settentrionale dell'isola (Austfonna), ad Est del Finn Malmgrenfjorden e prospiciente al promontorio Bergstromodden, sulla Orvin Land, ed ad Est della Baia Albertini.
A Sud del Capo è presente il Ghiacciaio Schweigaardbreen.
Coordinate geografiche decimali: lat = 80.2833 N, 25.3333 E. La posizione UTM è VK61, ed il suo riferimento Joint Operation Graphics è NU31-15.
Lo standard time zone per Capo Bruum è: UTC/GMT+1.
Capo Bruum è uno dei punti principali della costa settentrionale della Terra di Nord-Est delle Svalbard, insieme a Capo Nord, Capo Platen ad Ovest, e Capo Leigh Smith ad Est.
Antistanti a Capo Bruum, alto circa 60 m, si trovano numerosi isolotti, ed entro circa 2 miglia dalla costa numerose rocce affioranti.
Fatta eccezione per l'isola di Raschoya, alta circa 17 m, gli isolotti sono tutti bassi, piatti e molto piccoli, con altezze inferiori a 10 m, e sono circondati da secche e rocce sommerse per almeno 3 miglia.
Tra Capo Bruum ed il Leighbreen, il bordo della calotta glaciale Austfonna si trova ovunque vicino alla costa e la stretta striscia di terra priva di ghiaccio è costituita da roccia grigia cosparsa di detriti rocciosi.

## Denominazione
Capo Bruun (In Norvegese: Kapp Bruun) è un punto di classe T (Hypsographic), e prende tale nome dal colore della terra che è di un marrone (in Norvegese: Bruun) intenso.